# Grammy Award for Best African Music Performance
Der Grammy Award for Best African Music Performance, auf Deutsch „Grammy-Auszeichnung für die beste Darbietung afrikanischer Musik“, ist ein Musikpreis im Rahmen der Grammy Awards, der 2024 von der US-amerikanischen Recording Academy eingeführt worden ist. Der Preis geht an Interpreten für ihre Aufnahme eines Musikstücks, das im jeweiligen Wertungszeitraum veröffentlicht worden ist. Ausgezeichnet wird Musik vom afrikanischen Kontinent, die den US-amerikanischen Mainstream beeinflusst hat.

## Geschichte und Hintergrund
2022 wurde aus der Kategorie für „Weltmusik“ die neutralere Kategorie für globale Musik, um musikalische Einflüsse weltweit zu würdigen. In den zurückliegenden Jahren waren Musiker aus Afrika besonders erfolgreich gewesen, weshalb man speziell für diesen Kontinent eine eigene Kategorie einrichtete. 2024 wurde die Auszeichnung erstmals vergeben. Definiert ist sie folgendermaßen:

“Eligible recordings include vocal and instrumental performances with strong elements of African cultural significance that blend a stylistic intention, song structure, lyrical content and/or musical representation found in Africa and the African Diaspora. The African Diaspora is the worldwide collection of communities descended from native Africans or people from Africa, predominantly in the Americas.”

„Zu den infrage kommenden Aufnahmen gehören gesangliche oder instrumentale Darbietungen mit starken Elementen von afrikanischer kultureller Bedeutung, die eine stilistische Absicht, Liedstruktur, Textinhalte und/oder musikalische Darstellung vermengen, wie sie in Afrika und der afrikanischen Diaspora zu finden sind. Die afrikanische Diaspora ist die weltweite Streugemeinde von in Afrika geborenen oder aus Afrika kommenden Leuten, vorwiegend die auf dem amerikanischen Kontinent.“

Als Genre afrikanischen Ursprungs werden beispielhaft genannt: Afrobeat, Afro-Fusion, Afropop, Alte, Amapiano, Bongo Flava, Genge, Kizomba, Chimurenga, High Life, Fuji, Kwassa, Ndombolo, Mapouka, Ghanaian Drill, Afro House, südafrikanischer Hip-Hop und Genre des Ethio Jazz.
Die Grammy-Trophäe geht ausschließlich an die ausführenden Interpreten. Urkunden werden darüber hinaus an Produzenten, Aufnahmetechniker, Immersive-Audio-Spezialisten, Mixer und die Liedautoren vergeben, wenn es sich um einen neuen Song handelt.
Erste Siegerin als Interpretin in dieser Kategorie war die Newcomerin Tyla aus Südafrika mit dem Lied Water, das ein internationaler Hit gewesen war.

## Gewinner und Nominierte
| Jahr                 | Titel / Interpret     | Land      | Nominierte | Bild des/der Gewinner(s) |
| -------------------- | --------------------- | --------- | --- | ------------------------ |
| 2024 4. Februar 2024 | Water von Tyla        | Südafrika | - Amapiano von Asake & Olamide - City Boys von Burna Boy - Unavailable von Davido featuring Musa Keys - Rush von Ayra Starr      |                          |
| 2025 2. Februar 2025 | Love Me JeJe von Tems | Nigeria   | - Tomorrow von Yemi Alade - MMS von Asake & Wizkid - Sensational von Chris Brown featuring Davido & Lojay - Higher von Burna Boy |                          |